# Schinopsis
Schinopsis is een geslacht uit de pruikenboomfamilie (Anacardiaceae). De soorten komen voor van Peru tot in Brazilië en Noord-Argentinië.

## Soorten
- Schinopsis balansae Engl.
- Schinopsis boqueronensis Mogni & Oakley
- Schinopsis brasiliensis Engl.
- Schinopsis cornuta Loes.
- Schinopsis heterophylla Ragonese & J.A.Castigl.
- Schinopsis lorentzii (Griseb.) Engl.
- Schinopsis peruviana Engl.

... · 
Anacardium · 
Bouea · 
Buchanania · 
Cotinus · 
Mangifera · 
Pistacia (Pistache) · 
Protorhus · 
Rhus · 
Schinus · 
Sclerocarya · 
Sorindeia · 
Spondias · 
Toxicodendron · 
...